# F.E.A.R. (álbum)
F.E.A.R. es el séptimo álbum de estudio de la banda estadounidense de rock Papa Roach. Fue lanzado el 27 de enero de 2015. Ha vendido 24 425 copias en los Estados Unidos en su primera semana de lanzamiento figurando en la posición número 15 en la lista Billboard 200, superando a sus discos anteriores Time For Annihilation y The Connection. Es su primer álbum Top 15 en Reino Unido desde Lovehatetragedy.

## Historia
El 4 de febrero de 2014, la banda anunció que van a ir al estudio, para la grabación de un nuevo álbum. El 18 de febrero de 2014 en Twitter Jerry dijo que el primer single debería salir "en algún momento alrededor de julio". Hicieron un chat en vivo en el estudio en Youtube el 25 de febrero de 2014, en el chat se mencionó que ya se han escrito 4 canciones. Revelaron los títulos de tres canciones: 'Just As Broken As Me', 'Gravity' y 'War Over Me'. También dijeron que el nuevo álbum debería ser publicado en algún momento de septiembre-octubre. El 24 de abril de 2014 en una entrevista para Loudwire Jacoby reveló unos cuantos títulos de las canciones del próximo álbum, los títulos fueron 'Never Have To Say Goodbye'  y 'Face Everything and Rise'. En una nueva entrevista, la banda declaró que el nuevo álbum saldría para principios de 2015. El 18 de octubre salió a la luz el sencillo Warriors. El 4 de noviembre publicaron el sencillo en formato audio y vídeo Face Everything and Rise, seguido del vídeo musical de "Gravity" el 22 de abril.

## Sencillos
La canción "Warriors" fue lanzado digitalmente el 21 de octubre de 2014. A partir del 19 de octubre de 2014 estaciones de radio en línea comenzarin a transmitir Warriors. El 20 de octubre de 2014, Papa Roach comenzó la transmisión de Warriors en su canal de YouTube. El título de la pista "Face Everything and Rise" fue lanzado digitalmente el 4 de noviembre de 2014. La canción "Falling Apart" fue transmitido el 18 de enero de 2015 en la BBC Radio 1 y fue estrenada el día de Navidad en el Mainstream Rock como el tercer sencillo. La canción "Gravity", fue lanzado el 22 de abril del año 2015 junto con el vídeo musical. El cuarto y último sencillo "Devil" fue lanzado el 26 de marzo de 2016.

## Lista de canciones
- 1.- Face Everything And Rise
- 2.- Skeletons
- 3.- Broken As Me
- 4.- Falling Apart
- 5.- Love Me Till It Hurts
- 6.- Never Have To Say Goodbye
- 7.- Gravity (feat. Maria Brink of In This Moment)
- 8.- War Over Me
- 9.- Devil
- 10.- Warriors (feat. Royce Da 5'9)
- 11.- Hope For The Hopeless
- 12.- Fear Hate Love

## Personal
- Jacoby Shaddix - voces
- Jerry Horton - guitarra
- Tobin Esperance - bass guitar
- Tony Palermo - batería, percusión